# Paramount, Kalifornien
Paramount är en stad (city) i Los Angeles County, i delstaten Kalifornien, USA. Enligt United States Census Bureau har staden en folkmängd på 54 492 invånare (2011) och en landarea på 12,2 km².